# Klotski

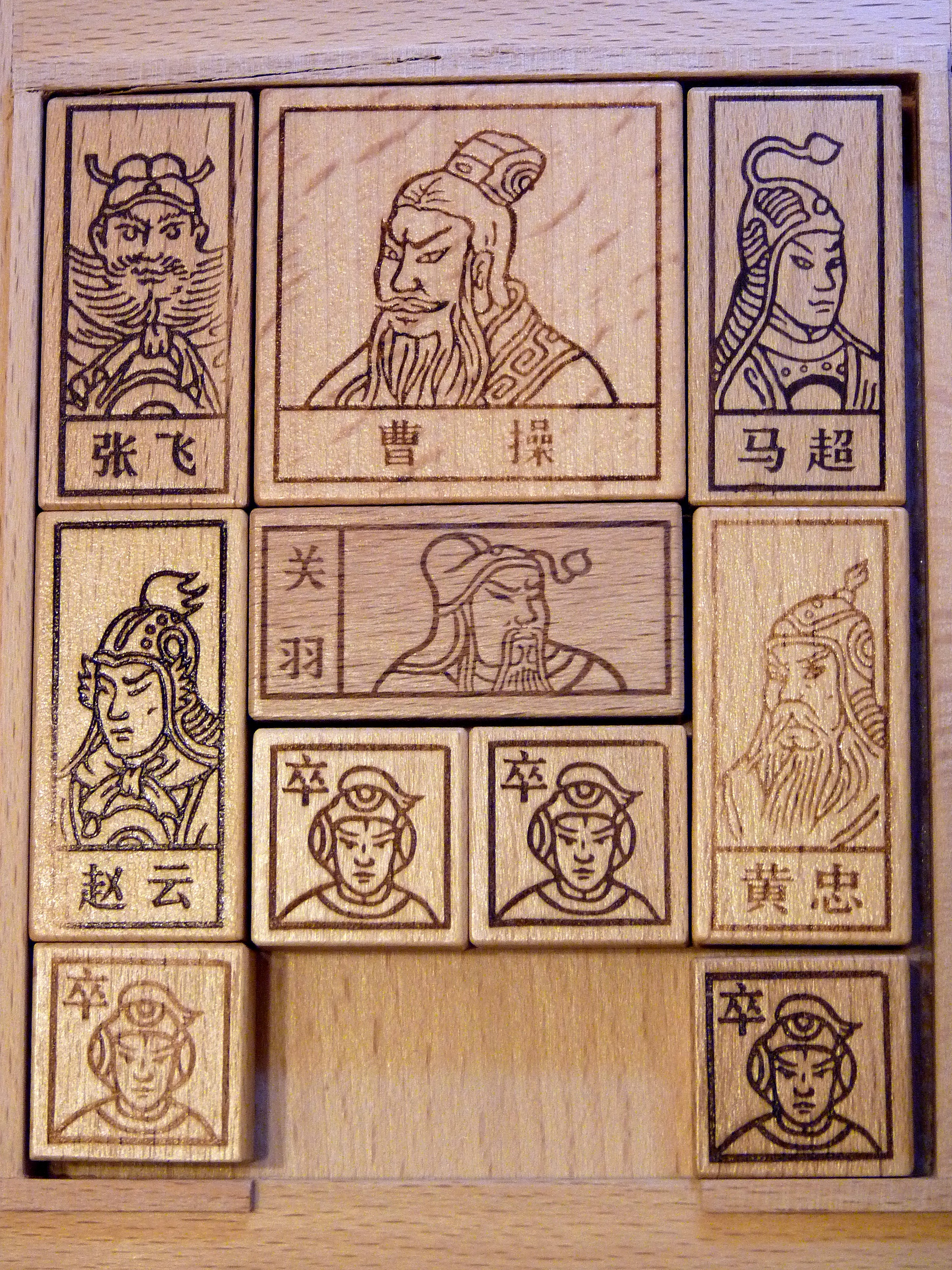
El juego tradicional chino Huarong Dao (華容道), donde la pieza más grande debe moverse a la parte inferior central para que pueda salir por el borde, sin sacar ninguna de las otras piezas. El juego Klotski puede hacer referencia a un juego con esta disposición específica, o a otro juego idéntico con las piezas en otro orden.

Klotski (del Polaco klocki—piezas de madera, también conocido como Trabado) es un rompecabezas de piezas deslizantes. El nombre puede hacer referencia a una disposición concreta de diez piezas, o, en un sentido más global, referirse al grupo de rompecabezas similares de piezas deslizantes en los que el objetivo es mover una pieza específica a un lugar determinado.

## Reglas
Como en otros puzles de piezas deslizantes, varias piezas de tamaño diferente se colocan dentro de una caja que suele tener un tamaño de 4x5 (4 columnas, 5 filas). Entre las piezas, hay una especial (normalmente la mayor) que debe ser desplazada a una zona diferenciada en el tablero del juego. El jugador no puede eliminar piezas, y éstas solo pueden deslizarse horizontal y verticalmente. Algunos objetivos pueden ser resolver el rompecabezas con el mínimo de pasos posible o hacerlo en el menor tiempo posible.

## Nombre
El rompecabezas también había sido comercializado y vendido bajo diferentes nombres durante décadas, incluyendo Psychoteaze Square Root, Intreeg, y Ego Buster. No había un nombre generalmente usado para la categoría de rompecabezas de piezas deslizantes descrita antes de la aparición de klotski.

## Historia
- Henry Walton presentó una Patente USPTO n.º 516035 el 14 de marzo de 1893 sobre un rompecabezas parecido al Juego del 15. Según Edward Hordern, se trata del primer rompecabezas de piezas deslizantes rectangulares conocido.
- Frank E. Moss presentó una Patente USPTO n.º 668386 el 8 de junio de 1900 para un rompecabezas de piezas deslizantes que, de nuevo, se parecía al Juego del 15. Éste es uno de los primeros rompecabezas deslizantes con piezas de diferentes tamaños.
- Lewis W. Hardy obtuvo los derechos de un juego llamado Rompecabezas Pennant en 1909, fabricado por OK Novelty Co., Chicago.[3] El objetivo de este rompecabezas es idéntico al de Klotski, simplemente se diferencia en la posición inicial de las piezas y posición final del objetivo. También presentó una Patente USPTO n.º 1017752 el 14 de diciembre de 1907 sobre un rompecabezas deslizante parecido al Rompecabezas Pennant, pero con una combinación ligeramente diferente de piezas y distinto objetivo—no solo se debe mover la pieza mayor a una posición determinada, sino que el resto de piezas también debe colocarse en una determinada distribución. Se le concedió la patente en 1912.
- John Harold Fleming obtuvo una patente en Inglaterra[4] el 7 de junio de 1934, tras haberla solicitado el 7 de diciembre de 1932. El puzle en cuestión tiene las mismas piezas y prácticamente la misma disposición que forget-me-not, diferenciándose en que la única pieza horizontal 2x1 está abajo en lugar de junto a la pieza 2x2. La patente incluía una solución de 79 pasos.
- Se dice que el juego ya era conocido en Japón alrededor del décimo año del periodo Shōwa, i.e. alrededor de 1935.[cita requerida]
- El primer relato de aparición de Klotski en China es en la provincia de Shaanxi; el profesor Lín Dé Kuān de la Northwestern Polytechnical University vio uno niños en dicho pueblo jugando a un rompecabezas Klotski hecho con piezas de papel en 1938.[5]
- Uno de los primeros libros acerca del Klotski estándar fue escrito por el profesor chino Jiāng Cháng Yīng de la Northwestern Polytechnical University en 1949, en su libro 科学消遣 (traducción: Pasatiempos científicos). Este libro ha sido republicado como 科学思维锻炼与消遣. 1997. ISBN 7-5612-0971-1. (traducción: Entrenamiento mental científico y pasatiempos)

Aún se desconoce cuál es el original, o si ha evolucionado de algún otro rompecabezas de piezas deslizantes (como por ejemplo el Juego del 15, que gozó de mucha popularidad en los países occidentales durante finales del sigo XIX. Hay muchas reclamaciones confusas y conflictivas, y varios países afirman poseer el auténtico origen del juego.

## Variaciones
Hay muchas variaciones de este juego, algunas específicas de la cultura de ciertos países y otras con disposiciones diferentes en las piezas. Se desconoce si estas variaciones tuvieron influencias mutuas.

### Nombres de las piezas y variaciones
Las siguientes variaciones tienen básicamente la misma estructura y disposición de piezas, cambiando simplemente de nombre (humano, animal u otros), generalmente con algún tipo de historia que explica sus nombres. Se desconoce si tiene un origen común, aunque es muy probable ya que son copias casi idénticas unos de otros.

#### Huarong Dao
Huarong Dao (o también Camino Huarong o Vía Huarong, nombre chino: 華容道) es la versión china, basada en una historia ficticia en la novela histórica Romance of the Three Kingdoms acerca de la retirada del señor de la guerra Cao Cao a través del camino de Huarong (en la actualidad Jianli, Jingzhou, Hubei) tras haber sido derrotado en la Batalla de los Acantilados Rojos en el invierno del 208 al 209 d. C. durante la Dinastía Han. Se encontró con Guan Yu, un general enemigo que custodiaba el camino. Guan Yu permitió pasar a Cao Cao a través del camino de Huarong como agradecimiento al trato generoso por parte de Cao recibido en el pasado. La pieza mayor (2x2) del juego se llama "Cao Cao".

#### Hija en la caja

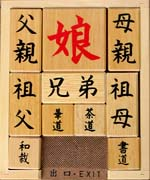
Disposición 'Una hija en la caja' （箱入り娘）

El rompecabezas de madera Hija en la caja (Nombre japonés: hakoiri musume) representa a una "joven e inocente chica que no sabe nada del mundo" atrapada en un edificio. La pieza mayor se llama "hija" y el resto de piezas tienen nombres de otros miembros familiares (padre, madre, etc.).

#### L'âne rouge
En Francia es bien conocido como L'âne rouge. Muestra un burro rojo (la pieza mayor) tratando de escapar de un laberinto de cercas y corrales para conseguir unas zanahorias. Sin embargo, no se conoce ningún documento sobre esta primera existencia en Francia.

### Variaciones en la disposición de las piezas
En este contexto, la disposición "maestra" se considera que es un tablero de 4x5 (4 columnas, 5 filas), y la posición de las piezas es:
- En la columna izquierda, dos piezas 1x2 con un cuadrado 1x1 debajo.
- En la columna derecha, igual, dos piezas 1x2 con un cuadrado 1x1 debajo.
- En las columnas centrles, una pieza 2x2 arriba, con una pieza 2x1 bajo la misma, dos cuadrados 1x1 debajo y dejando un espacio libre 2x1 abajo del todo.

Esta es la disposición "maestra" del juego Klotski. Se codifica C27d en la clasificación de rompecabezas deslizantes de Hordern.

#### Rompecabezas Pennant
Codificado como C19 en la codificación Hordern, fue registrado por primera vez por Lewis. W. Hardy en Estados Unidos en 1909. Standard Trailer Co. lo registró más tarde como Dad's Puzzler, en 1926, también en Estados Unidos. Su disposición es diferente:
1. Tiene casi todas las piezas en una posición diferente de Klotski. Por ejemplo, el cuadrado mayor está en la esquian superior izquierda.
2. Usa piezas de tamaños 2x2, dos de 1x2, cuatro de 2x1 y dos cuadrados 1x1.
3. El objetivo es llevar el cuadrado 2x2 a la esquina inferior izquierda.

Aparte de esto, las reglas del juego son las mismas. La solución óptima consta de 59 pasos.

#### Ma's Puzzle
Ma's Puzzle se registró en 1927 por Standard Trailer Co. Fue el primer rompecabezas de piezas deslizantes que usaba piezas no rectangulares. El objetivo es unir sus dos piezas con forma de L en cualquier lugar del tablero.

#### Centrifugado
Se trata de una variación española debida a Javier Santos. Añade una variación importante en las piezas: hay dos que tienen forma de L. El resto de piezas son tres 1x2, una horizontal 2x1 y cuatro cuadrados 1x1, dejando dos espacios libres en el tablero 4x5. El objetivo es separar las eles y llevarlas a las esquinas contrarias.

### Versiones digitales
La primera versión gráfica de Klotski fue creada para Windows por ZH Computing en 1991. Fue incluida más tarde en el mismo año en el tercer Windows Entertainment Pack de Microsoft. Después llegaron muchas versiones más, tanto gratuitas como comerciales. Por ejemplo una viene con el entorno de escritorio de GNOME; muchas otras están disponibles en línea o mediante apps instalables.